# Cypress Lake
Cypress Lake és una concentració de població designada pel cens dels Estats Units a l'estat de Florida. Segons el cens del 2000 tenia 12.072 habitants.

## Demografia
Segons el cens del 2000, Cypress Lake tenia 12.072 habitants, 6.348 habitatges, i 3.548 famílies. La densitat de població era de 1.171,1 habitants per km².
Dels 6.348 habitatges en un 12,8% hi vivien nens de menys de 18 anys, en un 47,1% hi vivien parelles casades, en un 6,7% dones solteres, i en un 44,1% no eren unitats familiars. En el 38,2% dels habitatges hi vivien persones soles el 21,1% de les quals corresponia a persones de 65 anys o més que vivien soles. El nombre mitjà de persones vivint en cada habitatge era d'1,89 i el nombre mitjà de persones que vivien en cada família era de 2,42.
Per edats la població es repartia de la següent manera: un 11,7% tenia menys de 18 anys, un 4,3% entre 18 i 24, un 19,5% entre 25 i 44, un 25,3% de 45 a 60 i un 39,2% 65 anys o més.
L'edat mediana era de 57 anys. Per cada 100 dones de 18 o més anys hi havia 78,8 homes.
La renda mediana per habitatge era de 35.405 $ i la renda mediana per família de 45.605 $. Els homes tenien una renda mediana de 31.663 $ mentre que les dones 25.958 $. La renda per capita de la població era de 22.799 $. Entorn del 4,4% de les famílies i el 7,2% de la població estaven per davall del llindar de pobresa.

## Poblacions més properes
El següent diagrama mostra les poblacions més properes.